# ATP de Delray Beach de 2013
O ATP de Delray Beach de 2013 foi um torneio de tênis masculino disputado em quadras duras na cidade de Delray Beach, nos Estados Unidos. Esta foi a 21ª edição do evento. 

## Distribuição de pontos
| Evento  | V   | F   | SF | QF | Segunda rodada | Primeira rodada | Q  | Q3 | Q2 | Q1 |
| Simples | 250 | 150 | 90 | 45 | 20             | 0               | 12 | 6  | 0  | 0  |
| Duplas  | 250 | 150 | 90 | 45 | 0              | —               | —  | —  | —  | —  |

## Chave de simples

### Cabeças de chave
| País | Jogador             | Rank1 | Cabeça |
| ---- | ------------------- | ----- | ------ |
| USA  | John Isner          | 16    | 1      |
| GER  | Tommy Haas          | 18    | 2      |
| USA  | Sam Querrey         | 21    | 3      |
| JPN  | Kei Nishikori       | 22    | 4      |
| UKR  | Alexandr Dolgopolov | 23    | 5      |
| RSA  | Kevin Anderson      | 30    | 6      |
| ESP  | Feliciano López     | 47    | 7      |
| BEL  | Xavier Malisse      | 48    | 8      |

- 1 Rankings como em 18 de fevereiro de 2013

### Outros participantes
Os seguintes jogadores receberam convites para a chave de simples:
- James Blake
- Sam Querrey
- Jack Sock

Os seguintes jogadores entraram na chave de simples através do qualificatório:
- Ernests Gulbis
- Daniel Muñoz de la Nava
- Bobby Reynolds
- Tim Smyczek

O seguinte jogador entrou na chave de simples como lucky loser:
- Ričardas Berankis

### Desistências
Antes do torneio
- Marin Čilić (fadiga)
- Mardy Fish (problemas cardíacos)
- Lukáš Lacko
- Feliciano López (lesão no braço)
- Gaël Monfils
- Grega Žemlja

Durante o torneio
- Kei Nishikori
- Michael Russell (lesão na perna)
- Igor Sijsling (lesão no tornozelo)

## Chave de duplas

### Cabeças de chave
| País | Jogador         | País | Jogador       | Rank1 | Cabeça |
| ---- | --------------- | ---- | ------------- | ----- | ------ |
| BLR  | Max Mirnyi      | ROU  | Horia Tecău   | 17    | 1      |
| CRO  | Ivan Dodig      | BRA  | Marcelo Melo  | 49    | 2      |
| GBR  | Colin Fleming   | AUS  | John Peers    | 104   | 3      |
| SWE  | Johan Brunström | RSA  | Raven Klaasen | 105   | 4      |

- 1 Rankings como em 18 de fevereiro de 2013

### Outros participantes
As seguintes parcerias receberam convites para a chave de duplas:
- James Blake /  Jack Sock
- Matthew Ebden /  Michael Russell

### Desistências
Antes do torneio
- Igor Sijsling (lesão no tornozelo)

## Campeões

### Simples
- Ernests Gulbis venceu  Édouard Roger-Vasselin, 7–6(7–3), 6–3

### Duplas
- James Blake /  Jack Sock venceram  Max Mirnyi /  Horia Tecău, 6–4, 6–4